# Aeroportul San Carlos de Bariloche
Aeroportul San Carlos de Bariloche (IATA: BRC, ICAO: SAZS) este un aeroport din Provincia Río Negro, Argentina ce deservește zona San Carlos de Bariloche. Aeroportul a fost tranzitat în decembrie 2022 de 160.862 de pasageri. A fost numit după Luis Candelaria⁠(d).
Situat la o altitudine de 846 m, aeroportul dispune de 1 pistă. Este operat de Argentine Air Force⁠(d).

## Infrastructură

### Piste
Aeroportul dispune de o singură pistă. Pista 11/29 are suprafața de asfalt și dimensiunile 2.348 m × 48 m. 